# Thorey
Thorey – miejscowość i gmina we Francji, w regionie Burgundia-Franche-Comté, w departamencie Yonne.
Według danych na rok 1990 gminę zamieszkiwało 55 osób, a gęstość zaludnienia wynosiła 8 osób/km² (wśród 2044 gmin Burgundii Thorey plasuje się na 855. miejscu pod względem liczby ludności, natomiast pod względem powierzchni na miejscu 1119.).